# La Digne Héritière
Pour plus de détails, voir Fiche technique et Distribution.
La Digne Héritière (Growing the Big One) est un téléfilm américain réalisé par Mark Griffiths et diffusé le 23 octobre 2010 sur Hallmark Channel, et en France le 2 novembre 2010 puis rediffusée le 22 octobre 2011 sur TF1.

## Synopsis
Emma Silver est animatrice radio à Seattle. À la suite du décès de son grand-père, elle hérite de la ferme familiale près de Seattle. Elle apprend alors qu'il avait des dettes et qu'il avait emprunté de l'argent en hypothéquant sa maison. Emma va se battre pour que la banque ne vende pas la propriété à un promoteur.

## Fiche technique
- Décors : James Hazell
- Costumes : Kerry Weinrauch
- Musique : Terry Frewer
- Production : Ted Bauman, Nancy Welsh
- Société de distribution : Hallmark Channel
- Langue : anglais

## Distribution
- Shannen Doherty : Emma Silver
- Kavan Smith : Seth
- Stephanie Belding : Betty
- Carolyn Adair : la femme du Maire
- Madison Desjarlais : Kim
- Keith MacKechnie : Russell
- Krista Mitchell : Savannah Grace
- Scott Patey : Technician
- Aaron Pearl : Bobby Ellis
- April Telek : Marie